# Ceslau
Ceslau O.P. (em polonês/polaco:  Czesław; em latim: Ceslaus; c. 1184–ca. 1242) nasceu em Kamień Śląski, na Silésia, Polônia, na família nobre Odrowąż, e era parente (possivelmente irmão) de São Jacinto. Depois de estudar filosofia em Praga, ele continuou seus estudos em teologia e direito na Universidade de Bolonha antes de voltar para Cracóvia, onde trabalhou como cônego e gestor da igreja de Sandomierz.

## Vida e obras
Por volta de 1218, Ceslau acompanhou seu tio, Ivo (Iwo Odrowąż), bispo de Cracóvia, até Roma. Tendo ouvido falar da grande santidade de São Domingos, a quem havia sido recentemente atribuído o milagre de ressuscitar o sobrinho do cardeal Stefano di Fossa Nova, que havia morrido numa queda de um cavalo. Ceslau e São Jacinto então decidiram entrar para a Ordem dos Pregadores.
No ano seguinte, o papa Honório III convidou São Domingos e seus companheiros a se mudarem para a antiga basílica romana de Santa Sabina, o que eles fizeram no final de 1220. Os dois, juntamente com seus companheiros, Fernando e Henrique, estavam entre os primeiros a ingressarem no recém-fundado studium dominicano em Roma, que transformar-se-ia no século XVI no Colégio de São Tomás, em Santa Maria sopra Minerva, e na Pontifícia Universidade de São Tomás de Aquino (Angelicum) no século XX. Depois de um curto noviciado, todos receberam seus hábitos da ordem do próprio São Domingos em 1220.
Em seguida, São Domingos enviou os jovens frades de volta como missionários em sua própria terra. Depois de fundarem um priorado em Friesach, na Áustria, o grupo seguiu para a Cracóvia, de onde Ceslau foi enviado por Jacinto para Praga, a maior cidade da Boêmia. Depois de bons resultados na Diocese de Praga, Ceslau seguiu para Breslávia (Wrocław), onde fundou um grande priorado, de onde pôde estender sua obra missionária sobre um vasto território, que abrangia a Boêmia, Polônia, Pomerânia e a Saxônia.
Algum tempo depois da morte de São Jacinto, Ceslau foi escolhido como superior provincial para a Polônia entre os dominicanos. Enquanto era superior do convento em Breslávia, toda a Polônia se viu ameaçada pelo avanço dos mongóis. Breslávia foi cercada e a população buscou a ajuda do beato Ceslau que, conta a tradição, evitou a calamidade através de suas orações. Conta-se ainda que quatro pessoas teriam sido ressuscitadas por ele antes de sua morte, ainda em Breslávia.
Tendo sido sempre venerado como beato, seu culto foi finalmente confirmado pelo papa Clemente XI em 1713. Sua festa é celebrada por todos os dominicanos em 16 de julho.